# Залеман, Гуго Романович
Гуго Романович (Робертович) За́леман (7 [19] июня 1859, Санкт-Петербург — март 1919, Петроград) — русский скульптор немецкого происхождения, сторонник академизма, важная фигура среди петербургских ваятелей времён Серебряного века, педагог; сын Роберта Залемана, друг и постоянный партнёр Владимира Беклемишева. Академик (с 1889) и действительный член (с 1896; по новому уставу) Императорской Академии художеств, преподаватель Высшего художественного училища и ВХУТЕМАС (с 1894). Действительный статский советник (1915).

## Биография
Родился 7 (19) июня 1859 года в Санкт-Петербурге; младший из четырёх детей (в том числе двух сыновей) скульптора остзейского происхождения Роберта (Романа) Карловича Залемана.
В 1870–1877 годах учился в Петришуле, затем — в Академии художеств; состоял учеником Александра фон Бока, Николая Лаверецкого и Ивана Подозёрова. За время обучения в Академии был награждён в 1883 году малой золотой медалью за статую «Орест, преследуемый фуриями», а в 1884 — большой золотой медалью за барельеф «Битва титанов с олимпийцами».
В 1885 году отправился за границу на четыре года в качестве пенсионера Академии; посетил Дрезден и Мюнхен, работал же преимущественно во Флоренции и Риме. Выполнил барельеф «Харон перевозит тела умерших через Стикс», за исполнение которого получил премию в размере 500 рублей.
После возвращения в Россию в 1889 году получил звание академика за привезенную из Рима работу «Борьба кимвров с римлянами» (находится в ГРМ). Тогда же Залеман был назначен сверхштатным адъюнкт-профессором Академии художеств; проводил практические занятия по анатомии, преподавал в натурном классе, где вёл занятия по лепке и композиции для скульпторов. Также Залеман занимался классическим рисунком со студентами всех специальностей. С 1894 года, в паре со своим другом и соучеником Владимиром Беклемишевым, руководил скульптурным отделением Высшего художественного училища. Среди его учеников — скульпторы Матвей Манизер, Борис Яковлев, Виктор Синайский, Михаил Керзин, Игорь Крестовский, Юозас Зикарас и Карлис Зале, а также живописец и график Александр Самохвалов. С 1896 года — профессор Академии.
Самая известная его работа — «К чему так трудиться?», изображающая Агасфера (гипс, 1896; бронза, 1898, ГРМ). Залеман — один из авторов фриза «Олимпийские игры», выполненного в 1903—1905 гг. для здания московского Музея изящных искусств):

Работы над мраморными фризами продолжались одновременно в Петербурге профессором Залеманом, в Одессе учеником его, скульптором Мормоне и в Дрездене г. Армбрустером. Дело это находилось под особым попечением товарища Августейшего Председателя Комитета Ю. С. Нечаева-Мальцева, который <…> совершил для сей цели две поездки в Одессу и Дрезден…— Отчет и речь, читанные в годичном собрании Комитета Музея 29 ноября 1904 г. проф. И. Цветаевым. — М., 1905. — С. 91–131..
Был произведён в действительные статские советники 22 марта 1915 года. Награждён орденами Св. Станислава 2-й ст. (1901), Св. Анны 2-й ст. (1904), Св. Владимира 4-й ст. (1910).
В 1918 году преподавал в СХУМ[уточнить] и Рисовальной школе ОПХ.
Умер в Петрограде в конце марта 1919 года. Похоронен на Волковском лютеранском кладбище (уч. 4), рядом с отцом.